# يافو بافلوفيتش
يافو بافلوفيتش (بالإنجليزية: Jovo Pavlović)‏ هو لاعب كرة قدم أسترالي في مركز الدفاع، ولد في 16 أغسطس 1989 في ملبورن في أستراليا. لعب مع نادي بوراتس بانيا لوكا ونادي جنوب الصين.

## وصلات خارجية
- يافو بافلوفيتش على موقع قاعدة بيانات كرة القدم.إي يو (الإنجليزية)
- يافو بافلوفيتش على موقع Soccerway.com (الإنجليزية)